# 에스페란사 (드라마)
《에스페란사》(스페인어: Esperanza)는 1997년부터 1999년까지 방영된 필리핀의 드라마이다.